# 永享
永享（）は、日本の元号の一つ。正長の後、嘉吉の前。1429年から1441年までの期間を指す。この時代の天皇は後花園天皇。室町幕府将軍は足利義教。

## 改元
- 正長2年9月5日（ユリウス暦1429年10月3日） 後花園天皇の代始めにより改元
- 永享13年2月17日（ユリウス暦1441年3月10日） 嘉吉に改元

## 永享期におきた出来事
- 3年 大内盛見が筑前国萩原で大友氏、少弐氏に攻められて戦死する。
- 4年 幕府将軍足利義教が日明貿易(勘合貿易)を復活させる。
- 4年10月 細川持之が管領に就任する。
- 5年 永享の山門騒動
- 7年 和賀の大乱
- 10年8月16日（1438年） - 永享の乱。鎌倉公方・足利持氏が関東管領・上杉憲実の攻撃に出陣。
- 11年6月27日（1439年） - 飛鳥井雅世が『新続古今和歌集』を撰上。
- 12年 結城合戦
- 土浦城が築かれる。

### 出生
- 元年（1429年） - 日野勝光、貴族・日野富子の兄（文明8年死去）
- 2年（1430年） - 細川勝元、武将（文明5年死去）
- 4年（1432年） - 北条早雲、武将（永正16年死去）
- 5年（1433年）- 赤松時勝、武将（康正元年死去）
- 6年2月9日（1434年3月19日） - 足利義勝、室町幕府7代将軍（嘉吉3年死去）
- 6年（1434年） - 狩野正信、絵師（享禄3年死去）
- 7年（1435年）- 足利政知、初代堀越公方、武将（延徳3年死去）
- 6年/10年（1434年）/（1438年）- 足利成氏、初代古河公方、（明応6年死去）
- 8年1月2日（1436年1月20日） - 足利義政、室町幕府8代将軍（延徳2年死去）
- 9年（1437年） - 畠山義就、武将（延徳2年死去）
- 11年閏1月18日（1439年3月3日） - 足利義視、足利義政の弟（延徳3年死去）
- 12年（1440年） - 日野富子、足利義政の正室・足利義尚の母（明応5年死去）

### 死去
- 3年6月28日大内盛見(享年55)、武将（天授3年/永和3年出生）
- 4年6月27日（1432年） 畠山満慶、（生年不明）
- 4年（1432年）斯波義豊、（応永22年出生）
- 5年10月20日（1433年） - 後小松天皇、100代・北朝6代天皇（南朝天授3年/北朝永和3年出生）
- 5年 大内持盛  (享年37)（応永4年出生）、畠山満家（文中元年/応安5年出生）(享年62)、斯波義淳（応永4年出生）(享年37)
- 6年（1434年） 日野義資（応永4年出生）(享年38)
- 7年6月13日（1435年） - 満済、真言宗の僧「黒衣の宰相」（南朝天授4年/北朝永和4年出生）
- 7年（1435年）7月4日山名時熙（正平22年/貞治6年出生）(享年69)
- 8年（1436年）斯波義郷、守護大名（応永17年出生）
- 9年 惟肖得巌（正平15年/延文5年出生）(享年78)
- 11年 足利持氏（応永5年出生）(享年42)第4代鎌倉公方
- 12年 斯波持有（応永20年出生）（享年28）

## 西暦との対照表
※は小の月を示す。
| 永享元年（己酉）   | 一月      | 二月※   | 三月  | 四月※ | 五月  | 六月    | 七月※ | 八月   | 九月※ | 十月   | 十一月※ | 十二月    |           |
| ------------------ | --------- | ------- | ----- | ----- | ----- | ------- | ----- | ------ | ----- | ------ | ------- | --------- | --------- |
| ユリウス暦         | 1429/2/4  | 3/6     | 4/4   | 5/4   | 6/2   | 7/2     | 8/1   | 8/30   | 9/29  | 10/28  | 11/27   | 12/26     |           |
| 永享二年（庚戌）   | 一月※     | 二月※   | 三月  | 四月※ | 五月  | 六月    | 七月※ | 八月   | 九月  | 十月※  | 十一月  | 閏十一月※ | 十二月    |
| ユリウス暦         | 1430/1/25 | 2/23    | 3/24  | 4/23  | 5/22  | 6/21    | 7/21  | 8/19   | 9/18  | 10/18  | 11/16   | 12/16     | 1431/1/14 |
| 永享三年（辛亥）   | 一月※     | 二月※   | 三月  | 四月※ | 五月  | 六月※   | 七月  | 八月   | 九月※ | 十月   | 十一月  | 十二月※   |           |
| ユリウス暦         | 1431/2/13 | 3/14    | 4/12  | 5/12  | 6/10  | 7/10    | 8/8   | 9/7    | 10/7  | 11/5   | 12/5    | 1432/1/4  |           |
| 永享四年（壬子）   | 一月      | 二月※   | 三月※ | 四月  | 五月※ | 六月    | 七月※ | 八月   | 九月※ | 十月   | 十一月  | 十二月    |           |
| ユリウス暦         | 1432/2/2  | 3/3     | 4/1   | 4/30  | 5/30  | 6/28    | 7/28  | 8/26   | 9/25  | 10/24  | 11/23   | 12/23     |           |
| 永享五年（癸丑）   | 一月※     | 二月    | 三月※ | 四月※ | 五月  | 六月※   | 七月※ | 閏七月 | 八月※ | 九月   | 十月    | 十一月    | 十二月※   |
| ユリウス暦         | 1433/1/22 | 2/20    | 3/22  | 4/20  | 5/19  | 6/18    | 7/17  | 8/15   | 9/14  | 10/13  | 11/12   | 12/12     | 1434/1/11 |
| 永享六年（甲寅）   | 一月      | 二月    | 三月※ | 四月※ | 五月  | 六月※   | 七月※ | 八月   | 九月※ | 十月   | 十一月  | 十二月    |           |
| ユリウス暦         | 1434/2/9  | 3/11    | 4/10  | 5/9   | 6/7   | 7/7     | 8/5   | 9/3    | 10/3  | 11/1   | 12/1    | 12/31     |           |
| 永享七年（乙卯）   | 一月※     | 二月    | 三月  | 四月※ | 五月※ | 六月    | 七月※ | 八月※  | 九月  | 十月※  | 十一月  | 十二月    |           |
| ユリウス暦         | 1435/1/30 | 2/28    | 3/30  | 4/29  | 5/28  | 6/26    | 7/26  | 8/24   | 9/22  | 10/22  | 11/20   | 12/20     |           |
| 永享八年（丙辰）   | 一月※     | 二月    | 三月  | 四月※ | 五月  | 閏五月※ | 六月  | 七月※  | 八月※ | 九月   | 十月※   | 十一月    | 十二月    |
| ユリウス暦         | 1436/1/19 | 2/17    | 3/18  | 4/17  | 5/16  | 6/15    | 7/14  | 8/13   | 9/11  | 10/10  | 11/9    | 12/8      | 1437/1/7  |
| 永享九年（丁巳）   | 一月※     | 二月    | 三月※ | 四月  | 五月  | 六月※   | 七月  | 八月※  | 九月  | 十月※  | 十一月※ | 十二月    |           |
| ユリウス暦         | 1437/2/6  | 3/7     | 4/6   | 5/5   | 6/4   | 7/4     | 8/2   | 9/1    | 9/30  | 10/30  | 11/28   | 12/27     |           |
| 永享十年（戊午）   | 一月※     | 二月    | 三月  | 四月※ | 五月  | 六月※   | 七月  | 八月   | 九月※ | 十月   | 十一月※ | 十二月    |           |
| ユリウス暦         | 1438/1/26 | 2/24    | 3/26  | 4/25  | 5/24  | 6/23    | 7/22  | 8/21   | 9/20  | 10/19  | 11/18   | 12/17     |           |
| 永享十一年（己未） | 一月※     | 閏一月※ | 二月  | 三月※ | 四月  | 五月※   | 六月  | 七月   | 八月※ | 九月   | 十月    | 十一月※   | 十二月    |
| ユリウス暦         | 1439/1/16 | 2/14    | 3/15  | 4/14  | 5/13  | 6/12    | 7/11  | 8/10   | 9/9   | 10/8   | 11/7    | 12/7      | 1440/1/5  |
| 永享十二年（庚申） | 一月※     | 二月※   | 三月  | 四月※ | 五月  | 六月※   | 七月  | 八月※  | 九月  | 十月   | 十一月  | 十二月※   |           |
| ユリウス暦         | 1440/2/4  | 3/4     | 4/2   | 5/2   | 5/31  | 6/30    | 7/29  | 8/28   | 9/26  | 10/26  | 11/25   | 12/25     |           |
| 永享十三年（辛酉） | 一月      | 二月※   | 三月※ | 四月  | 五月※ | 六月※   | 七月  | 八月   | 九月※ | 閏九月 | 十月※   | 十一月    | 十二月    |
| ユリウス暦         | 1441/1/23 | 2/22    | 3/23  | 4/21  | 5/21  | 6/19    | 7/18  | 8/17   | 9/16  | 10/15  | 11/14   | 12/13     | 1442/1/12 |